# جون لوغان كامبل
جون لوغان كامبل (بالإنجليزية: John Logan Campbell)‏ هو سياسي نيوزلندي وبريطاني (وحمل سابقاً جنسية المملكة المتحدة لبريطانيا العظمى وأيرلندا)، ولد في 3 نوفمبر 1817 في إدنبرة في المملكة المتحدة، وتوفي في 22 يونيو 1912 في أوكلاند في نيوزيلندا. انتخب عضو مجلس النواب النيوزيلندي.